# Гудімов Павло Володимирович
Павло́ Володи́мирович Гуді́мов (нар. 12 жовтня 1973, Львів) — український музикант, гітарист, колекціонер мистецтва, артменеджер. Лідер гурту «Гудімов», колишній гітарист «Океану Ельзи».

## Життєпис
З 1991 року вступив, у 1996 році закінчив Український державний лісотехнічний університет (тепер Національний лісотехнічний університет України) за спеціальністю «садово-паркове господарство».
З 1991 року почав активно займатися музикою. Перша група — «Клан Тиші» (партнери: Денис Глінін, Андрій Голяк, Юрій Хусточка). 1994—2005 роки — гітарист гурту «Океан Ельзи». 1998 року, як і весь гурт, переїхав до Києва.
У 2001 році заснував архітектурну майстерню і галерею «Я Дизайн». Почав організовувати виставки українського сучасного мистецтва.
У 2005 році, після відходу з гурту «Океан Ельзи», заснував гурт «Гудімов». Випустив два альбоми: «Трампліни» (2005), «Монополія» (2007).
12 квітня 2007 року заснував культурний холдинг «Гудімов арт-проект», до складу якого ввійшли видавництво «Артбук», креативна група «Акцент», архітектурна майстерня «Я Дизайн», артцентр «Я Галерея», музична група «Гудімов».
Одружений, виховує доньку.
Куратор українських і міжнародних мистецьких проєктів, зокрема входить до наглядової ради Львівського муніципального мистецького центру.

## Книга рекордів Гіннеса
1 квітня 2005 року гурт «Гудімов» побив світовий рекорд, коли зняв, змонтував і показав у прямому ефірі за короткий час кліп на свою пісню «Коротка розмова». У цей день представники Книги рекордів Гіннеса вручили гурту диплом, що підтверджує «чистоту нового рекорду». Павло зі знімальною групою телеканалу М1 зуміли побити попередній рекорд, який становив 3 години 46 хвилин. Найсвіжіший рекорд у Книзі рекордів Гіннеса становить 3 години 28 хвилин.

## Викладацька діяльність
З листопада 2009 читає в компанії Кругозір (агенція) кілька курсів про мистецтво та дизайн інтер'єру, зокрема:
- «Як навчитися розбиратися в сучасному мистецтві. Деякі аспекти колекціювання та споглядання»;
- «Як стати дизайнером інтер'єру: розвиваємо смак та відчуття стилю»;
- «Дизайн інтер'єру: Матеріал. Фактура. Колір»;
- «Аскет-дизайн: стильний дизайн з підручних матеріалів».